# آلبانی (نیویورک)
آلبانی (به انگلیسی: Albany, New York) مرکز ایالت نیویورک و مرکز شهرستان آلبانی است. این شهر در ۲۴۰ کیلومتری شمال نیویورک واقع شده و بر روی کرانه غربی رود هادسون توسعه یافته‌است. بر اساس سرشماری سال ۲۰۱۰ جمعیت این شهر ۹۷٬۸۵۶ نفر می‌باشد.
این شهر به دلیل معماری، تجارت، فرهنگ، موسسات آموزش عالی و تاریخ غنی خود شناخته شده‌است. این مرکز اقتصادی و فرهنگی ناحیه پایتخت ایالت نیویورک است که شامل منطقه آماری کلان‌شهر آلبانی-اسکنکتدی-تروی، شامل شهرها و منطقه آماری کلان‌شهری تروی، نیویورک، اسکنکتدی، نیویورک و ساراتوگا اسپرینگز، نیویورک است. منطقه پایتخت با جمعیتی حدود ۱٫۱ میلیون نفر در سال ۲۰۱۳، سومین منطقه شهری پرجمعیت در ایالت است. در سال ۲۰۲۰، جمعیت آلبانی ۹۹۲۲۴ نفر بود.
این منطقه توسط استعمارگران هلندی سکنی گزیده شد که در سال ۱۶۱۴ فورت ناسائو را برای تجارت خز و در سال ۱۶۲۴ فورت اورنج را ساختند. در سال ۱۶۶۴، انگلیسی‌ها شهرک‌های هلندی را تصرف کردند و به افتخار دوک آلبانی، جیمز دوم آینده، نام شهر را به آلبانی تغییر دادند. این شهر به‌طور رسمی در سال ۱۶۸۶ تحت حاکمیت انگلیسی‌ها منعقد شد. این شهر در سال ۱۷۹۷ پس از تشکیل ایالات متحده پایتخت نیویورک شد. آلبانی یکی از قدیمی‌ترین سکونتگاه‌های باقی مانده از سیزده مستعمره اصلی بریتانیا است. هیچ شهر دیگری در ایالات متحده به‌طور مداوم به مدت طولانی استعمار نشده‌است.
در اواخر قرن هجدهم و در تمام طول قرن نوزدهم، آلبانی مرکز تجارت و حمل و نقل بود. این شهر در سمت شمال رودخانه هادسون قابل کشتیرانی قرار دارد. این پایانه شرقی اولیه کانال ایری بود که به دریاچه‌های بزرگ متصل می‌شد و خانه برخی از اولین خطوط راه‌آهن در جهان بود. در دهه ۱۹۲۰ یک ماشین سیاسی قدرتمند تحت کنترل حزب دمکرات در آلبانی به وجود آمد. در اواخر قرن بیستم، جمعیت آلبانی به دلیل گسترش شهری و حومه نشینی کاهش یافت. در دهه ۱۹۹۰، قانونگذار ایالت نیویورک یک طرح ساختمانی و نوسازی ۲۳۴ میلیون دلاری را برای شهر تصویب کرد که باعث توسعه مجدد مرکز شهر شد. در اوایل قرن بیست و یکم، صنعت فناوری پیشرفته آلبانی با پیشرفت‌های بزرگ در فناوری نانو رشد کرد.

## ریشه
نامگذاری به افتخار دوک آلبانی اهل اسکاتلند، که لقب وی از گیلیک اسکاتلندی آمده‌است

## خصوصیات
آلبانی ۹۸٬۴۶۹ نفر جمعیت دارد.
آلبانی مرکز ایالت نیویورک آمریکا است.

## خواهرخوانده
شهرهای ناسائو، نیمیخن، کبک، تولا، ورونا و ویتربو خواهرخوانده‌های آلبانی هستند.

## مراکز علمی-فرهنگی
- دانشگاه ایالتی نیویورک در آلبانی

|  |  |  |